# 高島準司
高島 準司（たかしま じゅんじ、1930年4月11日 - 2019年9月25日）は、日本の実業家。住友不動産社長を務めた。

## 経歴
新潟県三島郡出雲崎町出身。1954年に東京大学法学部を卒業。
住友石炭鉱業での勤務を経て、1971年9月に住友不動産に転職。1979年6月に取締役に就任し、常務、専務を経て、1991年6月に副社長に就任し、1994年6月には社長に昇格。2007年6月には会長に就任。社長在職中は、バブル崩壊で悪化した財務体質の改善に全力を尽くした。
2019年9月25日、心不全のために死去。89歳没。